# Насир-уд-Дин, Нор Сайфул Заини
Нор Сайфул Заини Насир-уд-Дин (англ. Nor Saiful Zaini Nasir-ud-Din, род. 27 марта 1966) — малайзийский хоккеист (хоккей на траве), полевой игрок, тренер. Участник летних Олимпийских игр 1992, 1996 и 2000 годов.

## Биография
Нор Сайфул Заини Насир-уд-Дин родился 27 марта 1966 года.
В 1992 году вошёл в состав сборной Малайзии по хоккею на траве на летних Олимпийских играх в Барселоне, занявшей 9-е место. Играл в поле, провёл 7 матчей, забил 3 мяча (два в ворота Объединённой команды, один — Пакистану).
В 1996 году вошёл в состав сборной Малайзии по хоккею на траве на летних Олимпийских играх в Атланте, занявшей 11-е место. Играл в поле, провёл 7 матчей, забил 3 мяча (по одному в ворота сборных Великобритании, Австралии и Южной Кореи). Был знаменосцем сборной Малайзии на церемонии открытия Олимпиады.
В 1998 году завоевал серебряную медаль хоккейного турнира Игр Содружества в Куала-Лумпуре.
В 2000 году вошёл в состав сборной Малайзии по хоккею на траве на летних Олимпийских играх в Сиднее, занявшей 11-е место. Играл в поле, провёл 7 матчей, забил 2 мяча (по одному в ворота сборных Великобритании и Польши).
После завершения игровой карьеры стал тренером. Возглавляет «Тенага Насионал Берхад» из Куала-Лумпура, выступающий в Малайзийской хоккейной лиге.